# Галімов Еміль Габдельнурович
Еміль Габдельнурович Галімов (рос. Эмиль Габдельнурович Галимов; 9 травня 1992, м. Нижньокамськ, Росія) — російський хокеїст, нападник. Виступає за «Локомотив» (Ярославль) у Континентальній хокейній лізі.
Вихованець хокейної школи «Нафтохімік» (Нижньокамськ). Виступав за «Реактор» (Нижньокамськ), «Нафтохімік» (Нижньокамськ), «Локо» (Ярославль).
У складі юніорської збірної Росії учасник чемпіонату світу 2010.